# Shatsky Rise
Dieser Artikel wurde wegen inhaltlicher Mängel auf der Qualitätssicherungsseite des Portals Geowissenschaften eingetragen. Dies geschieht, um die Qualität der Artikel im Themengebiet Geowissenschaften zu steigern. Bitte hilf mit, die Mängel zu beseitigen, oder beteilige dich an der Diskussion. (+)

Begründung: Kategorien, Übersetzungskontrolle. --Grand-Duc ist kein Großherzog (Diskussion) 21:25, 11. Mär. 2018 (CET)
Das Shatsky Rise, auch Shatsky-Rücken, ist das weltweit drittgrößte ozeanische Plateau (hinter dem Ontong Java-Plateau und dem Kerguelen-Plateau) und liegt im nordwestlichen Pazifik östlich von Japan. Das Plateau ist eine magmatische Großprovinz (englisch: large igneous province, LIP) aus einer ganzen kreidezeitlichen Serie im Pazifik, zu der auch noch die LIP Hess Rise, Magellan Rise und Ontong Java-Manihiki-Hikurangi gehören. Der Namensgeber ist der sowjetische Geologe Nikolai Schatski, der sich auf die Tektonik alter Deckgebirge spezialisiert hatte.
Die Erhebung besteht aus drei großen vulkanischen Massiven, Tamu, Ori und Schirschow genannt, es gibt ansonsten wenig Spuren magmatischer Natur auf dem umliegenden Meeresboden. Das Tamu-Massiv kann als der größte bisher entdeckte Vulkan auf der Erde bezeichnet werden.

## Ausdehnung und Volumen
Das Shatsky Rise bedeckt eine Fläche von etwa 480.000 km² (dies ist vergleichbar mit der Fläche von Deutschland, Österreich und der Schweiz zusammengenommen) und weist ein Volumen von schätzungsweise 4.300.000 km³ auf. Unterhalb der Formation verschwindet in einer Tiefe von 20 Kilometern allerdings die Mohorovičić-Diskontinuität (Moho, die Grenze zwischen Erdkruste und Erdmantel), die normalerweise bei etwa 17 km Tiefe angesiedelt ist. Weiterhin ist die Erdkrustendicke unterhalb des Shatsky Rise knapp doppelt so hoch wie normal; so dass nach anderer Ansicht, unter der Annahme, dass das gesamte Gestein von Rise und betroffener Kruste bei denselben vulkanischen Vorgängen entstand, die Formation eine Fläche von 533.000 km² und ein Volumen von 6.900.000 km³ einnimmt.

## Hebungen und Senkungen
Nach seiner Bildung hob sich das Shatsky Rise um etwa 2500 bis 3500 Meter an, um im Anschluss wieder um 2600 bis 3400 Meter einzusinken – beide Bewegungen waren umfangreicher als die entsprechenden Hebungen und Senkungen des Ontong-Java-Plateaus. Die geringste Senkung ist im Zentrum des Tamu-Massivs festzustellen (etwa 2600 Meter), an dessen nördliche Flanke sowie am Ori-Massiv steigt dieser Wert auf etwa 3300 Meter an um ein Maximum an der Flanke des Ori-Massivs zu erreichen. Die Ursache für diese (unterschiedlichen) Senkungen ist möglicherweise basaltisches Magma im Untergrund, welches an der Mohorovičić-Diskontinuität oder schon in der Kruste gefangen wird und durch die Dichteunterschiede zum umgebenden Gestein die Kruste selbst mehr oder weniger "verbeult". Die Setzung beim weiter nördlich gelegenen Schirschow-Massiv ist mit etwa 2900 Metern viel geringer und weist somit mutmaßlich auf eine zeitlich getrennte und später liegende Vulkanismus-Phase hin.

## Kontroversen zur Genese
Wissenschaftliche Studien über Größe, Form und Eruptionshäufigkeit des Shatsky Rise erlauben den Schluss, dass die Erhebung über einem Manteldiapir entstand, andere Studien, welche Paläomagnetismus und die Rekonstruktion plattentektonischer Vorgänge thematisieren, liefern als Ergebnis, dass das Rise an einer dreifachen Plattengrenze entstanden ist und tektonisch über 2000 Kilometer in der frühen Kreidezeit (im Zeitraum, der zwischen 100 und 140 Millionen Jahren zurück liegt) verschoben wurde. Eine Studie aus dem Jahr 2016 zieht das Fazit, dass das Tamu-Massiv an einem mittelozeanischen Rücken entstand, welcher mit einem Plume interagierte und dass das Ori-Massif sich etwas versetzt, vermutlich durch einen Plume-Ausläufer, bildete.
Die Formation entstand demzufolge an einer Triple Junction, doch die Dicke des Plateaus in Verbindung mit der Tiefe und Intensität der Schmelzvorgänge unterscheidet sich von gewöhnlichem Mid-ocean ridge basalt (MORB, der Basaltart, die sich bei Eruptionen im Grabenbruch bildet), so dass ein "recyceltes" Plattenstück eine wahrscheinlichere Quelle darstellt. Die Reduktion des magmatischen Volumens über die Zeit passt eher zur Beteiligung eines Diapirs.

## Tektonische Geschichte
Die Formation entstand während des ausgehenden Juras und der frühen Kreidezeit an der Dreifachplattengrenze der pazifischen Platte mit der Farallon-Platte und der Izanagi-Platte, so dass sie mit einigem Recht als das älteste erhaltene ozeanische Plateau bezeichnet werden kann. Da die Bildung vor der sog. Cretaceaous silent period (ein langer Zeitabschnitt ohne Umpolungen des Erdmagnetfeldes) lag, kann diese präzise datiert werden. Die Magnet-Liniationen, als Isochronen aufgefasst, auf und entlang des Shatsky Rises können auf Alter zwischen 147 Millionen Jahre vor Heute am sübwestlichen Kamm und 124 Millionen v.H. an der nördlichen Spitze datiert werden.